# 雙管霰彈槍

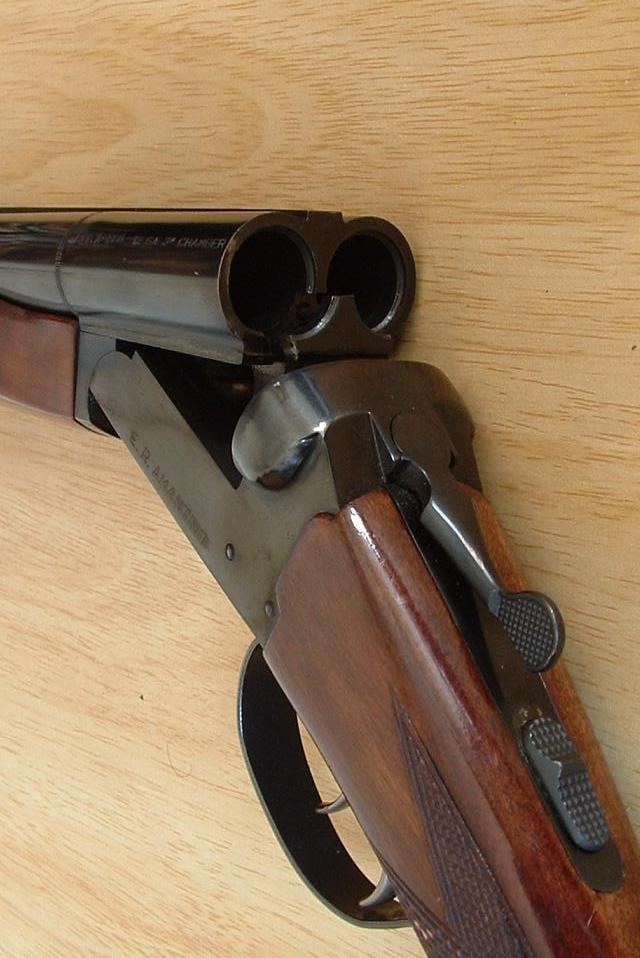
水平並排雙管散彈槍打開膛室時的狀態

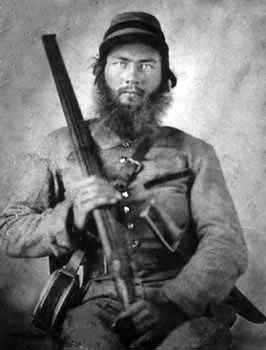
南北戰爭時期的一名邦聯軍士兵手持雙管霰彈槍

雙管霰彈槍（英語：double-barreled shotgun），或稱雙管獵槍，是一种有两根单发枪管的霰弹枪，分为水平排列（side-by-side）或上下排列（over-and-under）两种形式。雙管霰彈槍最早誕生於1790年代，最早期為以燧石式點火或雷管式點火運作的前膛槍，並裝填散裝的鉛彈和黑火藥。而現代雙管霰彈槍一般採用中折式後膛裝填的原理，每次能夠裝塡兩發定裝霰彈。在發射後射手便需打開膛室手動進行退殼和裝彈，也有雙管霰彈槍有自動退殼裝置。此結構非常簡單而且耐用。直至現在，雙管霰彈槍仍然作為飞碟射击和不少獵人狩獵各类飞禽（游禽、涉禽等水鸟和中小型陆禽）等用的基本槍械和平民的防身武器。水平排列雙管霰彈槍通常由獵人使用，而上下排列雙管霰彈槍因為槍身比較厚重，所以通常用於射擊比賽。
另外，亦有一些使用一根、三根或更多槍管的中折式霰彈槍，甚至是既可發射霰彈又可發射步槍子彈的複合槍，但它們在槍械市場中並不是太普遍。

## 戰鬥用途
在第一次世界大戰期間，英國、法國和其他參戰國的軍隊並有在塹壕裡使用雙管獵槍，但這些霰彈槍主要都是士兵們自備的私人財產，而非軍隊發配的制式裝備。由於霰彈本身會有機會把人體打至變形，有著違反海牙公約的嫌疑，當時的同盟國皆向使用霰彈槍的協約國軍隊（尤其是美軍，但他們並非使用民用的雙管霰彈槍，而是威力更為強大、配有彈倉能裝填多發彈藥及更快速連發的泵動式霰彈槍）提出強烈抗議。而在加里波利戰役的塹壕戰當中，隸屬澳大利亞第五輕騎兵團的史蒂芬·米奇利少將就曾使用一枝槍身鋸短的雙管霰彈槍來領導他的軍隊作戰。在一次戰役當中，米奇利以霰彈槍把一名土耳其士兵打至血肉模糊的事被得知後，土耳其當局便立刻投訴並抱怨他所使用的槍械並不是符合國際法的「戰爭武器」，導致澳大利亞軍方高層就隨即以「為了符合國際法」的理由而禁止士兵們使用霰彈槍，並重新配備傳統步槍和刺刀作戰。
在霰彈槍已普遍裝備於各國軍隊和執法機關的當今，意味著更大威力的泵動式或半自動戰鬥霰彈槍已成為軍警市場的主流，除了於一些衝突地區中仍然有部份軍用武器短缺的起義軍、民兵及叛軍會使用雙管霰彈槍作戰以外，一般正規部隊均不裝備。然而在烏俄戰爭期間，由於交戰雙方頻繁地使用無人機作戰，士兵們開始尋求各種反無人機武器，其中有部分士兵將霰彈槍用來擊毀無人機。而沒有制式霰彈槍的士兵亦設法取得各種民用霰彈槍，包括雙管霰彈槍。
另外在一些槍械管制較嚴緊的國家和地區，由於一般民眾較難得到半自動及全自動槍械，有些罪犯會把從合法或非法途徑取得的雙管霰彈槍（部份犯罪份子還會把槍枝的槍托削短，以方便隱蔽攜帶）作犯罪之用。

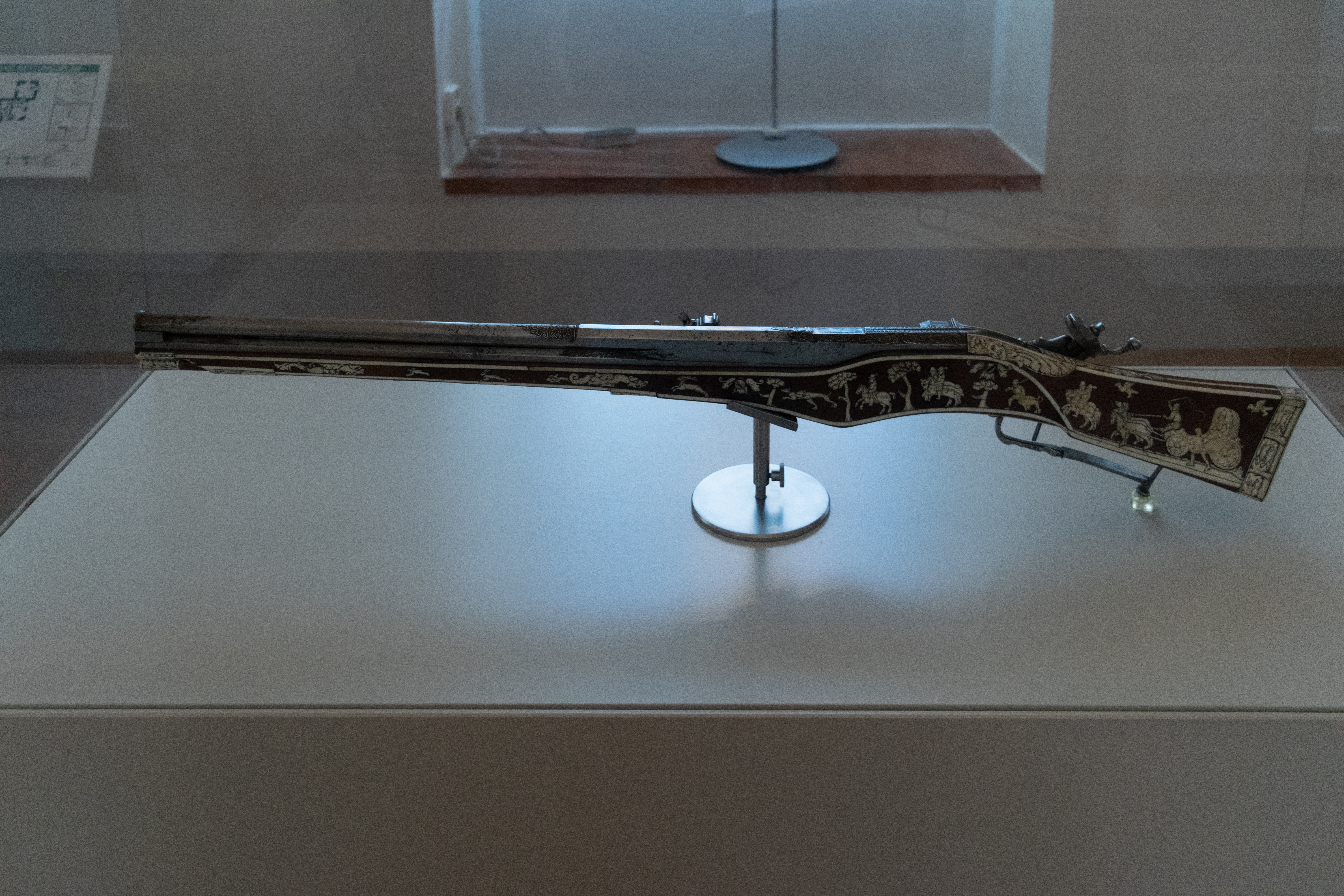
前裝槍時代的雙管散彈槍
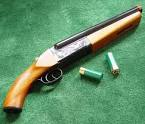
一把削短型雙管散彈槍
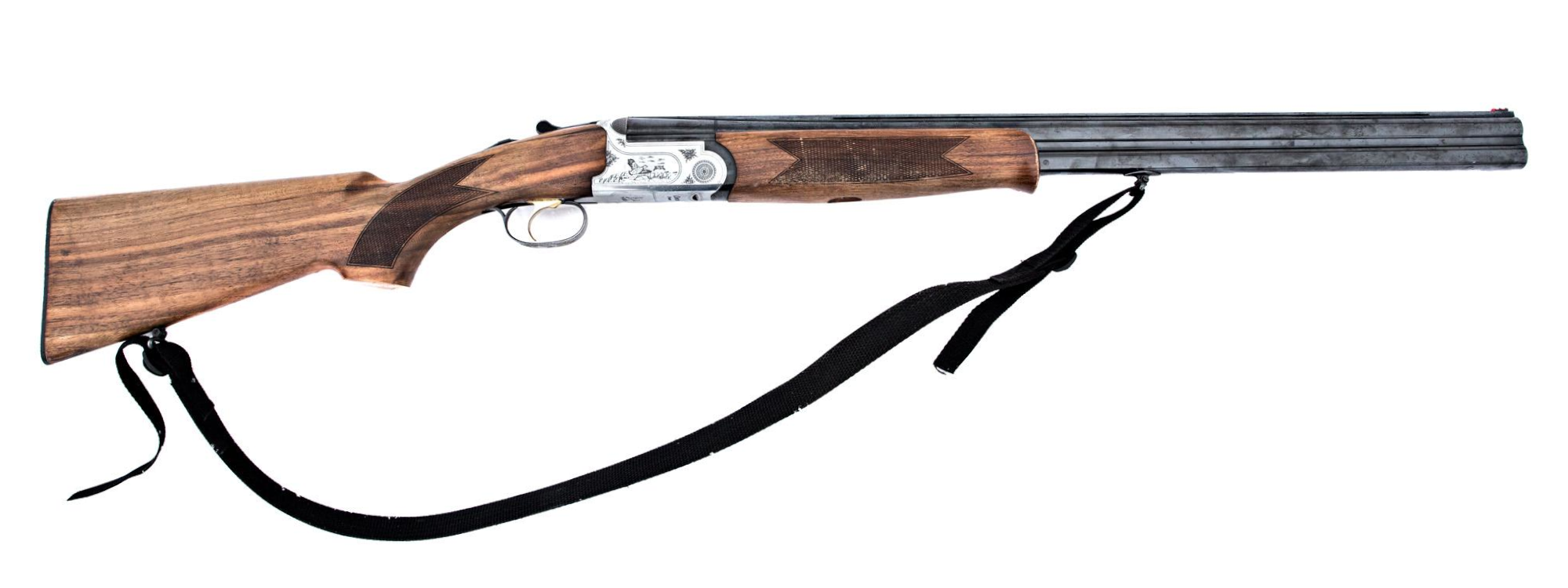
上下並排式散彈槍
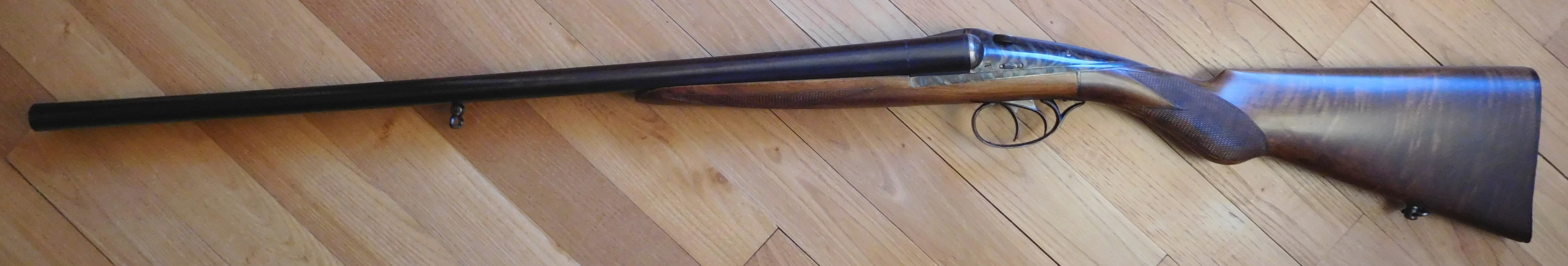
水平並排式散彈槍

## 參看
- 中折式
- 削短型霰彈槍
- 霰彈槍